# Penrhyn Quarry Railway
| Penrhyn Quarry Railway                                                       | Penrhyn Quarry Railway     |
| ---------------------------------------------------------------------------- | -------------------------- |
| Verladung von Schieferschindeln in Loren der Penrhyn Quarry Railway, um 1913 |                            |
| Streckenlänge:                                                               | 9,7 km                     |
| Spurweite:                                                                   | Erst 622 mm; später 578 mm |
|                                                                              |                            |

Die Penrhyn Quarry Railway war eine 9,7 km lange Schmalspurbahn mit einer Spurweite von 1 Fuß 10¾ Zoll (578 mm) vom Penrhyn-Schiefer-Steinbruch bei Bethesda nach Port Penrhyn bei Bangor in Wales.

## Geschichte

### Llandegai Tramway (1798–1831)

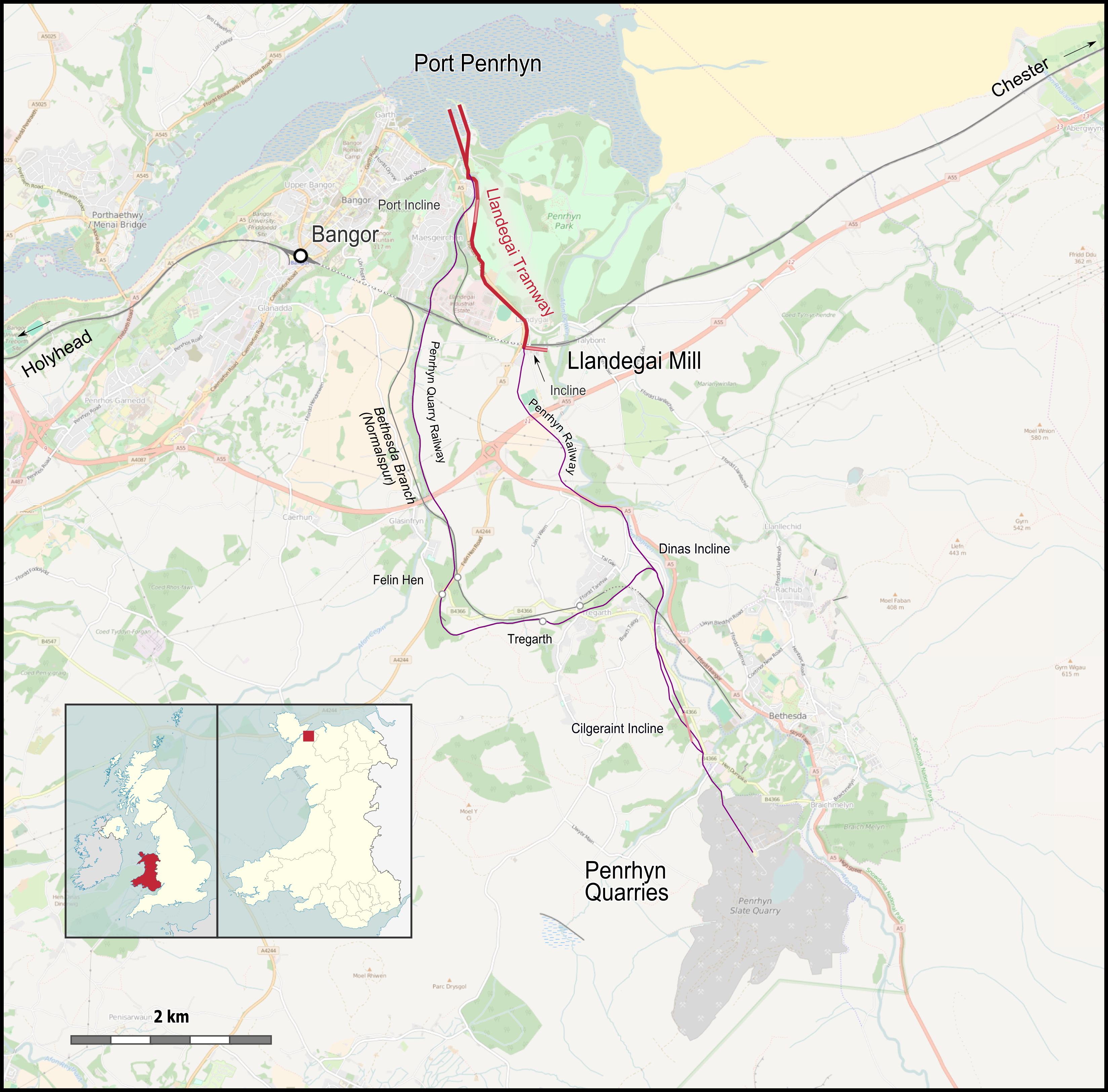
Llandegai Tramway

Der früheste Vorläufer der Penrhyn Quarry Railway war die 1,6 km lange Llandegai Tramway mit einer Spurweite von 2 Fuß ½ Zoll (622 mm), die 1798 gebaut und eröffnet wurde. Sie verband eine ortsansässige Hornsteinmühle, in der Feuerstein aus Lehm und Chert gewonnen wurde, mit der Küste bei Porth Penrhyn. Es war eine der ersten Über-Tage-Eisenbahnen Großbritanniens. Es gab zwei über zum Gewichtsausgleich jeweils im Gegenverkehr betriebene Schienenseilbahnabschnitte vom Grund des Cegin-Tals bei Llandegai auf die Hügel oberhalb Bangors und von dort hinunter zur Mühle. Sie wurden über vertikale Seiltrommeln angetrieben.

### Penrhyn Railway (1801–1878)

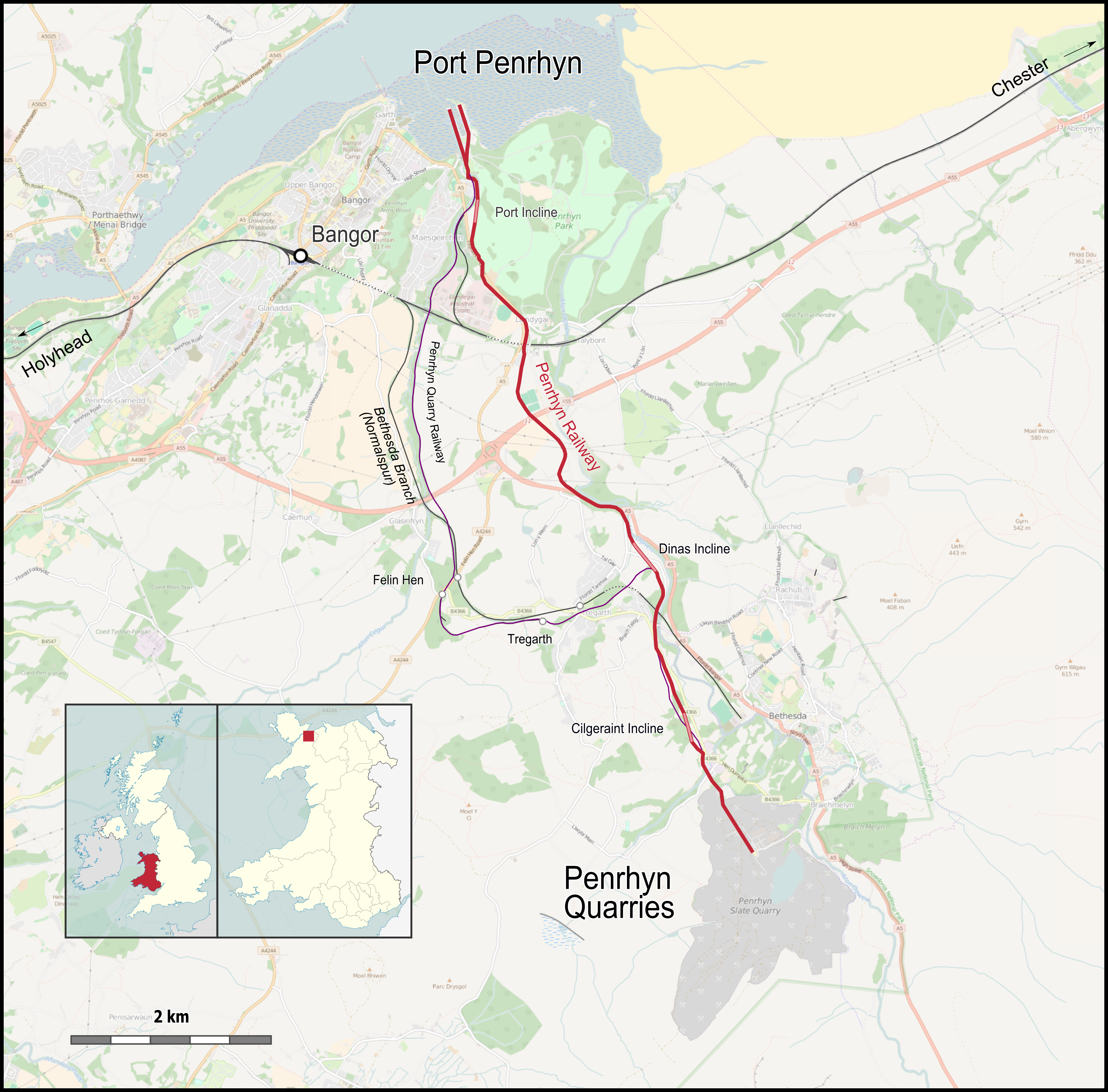
Penrhyn Railway

Der Erfolg der Llandegai Tramway bewegte die Besitzer des Penrhyn-Steinbruchs dazu, eine ähnliche Schmalspurbahn von ihrem Schiefersteinbruch nach Porth Penrhyn zu bauen. Nach diesem Plan wurde die bestehende Strecke zu einer Schmalspurbahn mit nach wie vor 622 mm Spurweite verlängert, die Bethesda mit der Küste verband. Der Bau begann am 2. September 1800, und der erste mit Schiefer beladene Zug verkehrte am 25. Juni 1801. Die Abzweigung zur Hornsteinmühle war bis 1831 in Betrieb.
Die Loren wurden von Pferden gezogen und an den Bergstrecken wurden die folgenden drei Schienenseilbahnen im Gegenverkehr eingesetzt deren längste etwa 200 m lang war:
- Port (wird auch Marchogion genannt) bei Llandegai, die von der Llandegai Tramway übernommen wurde
- Dinas nordöstlich von Tregarth und
- Cilgeraint bei den Coed-y-Parc-Werkstätten in Bethesda.

Dadurch verringerten sich die Transportkosten von ehemals 4 Schillingen auf 1 Schilling pro Tonne Schiefer.

### Penrhyn Quarry Railway (1878–1962)

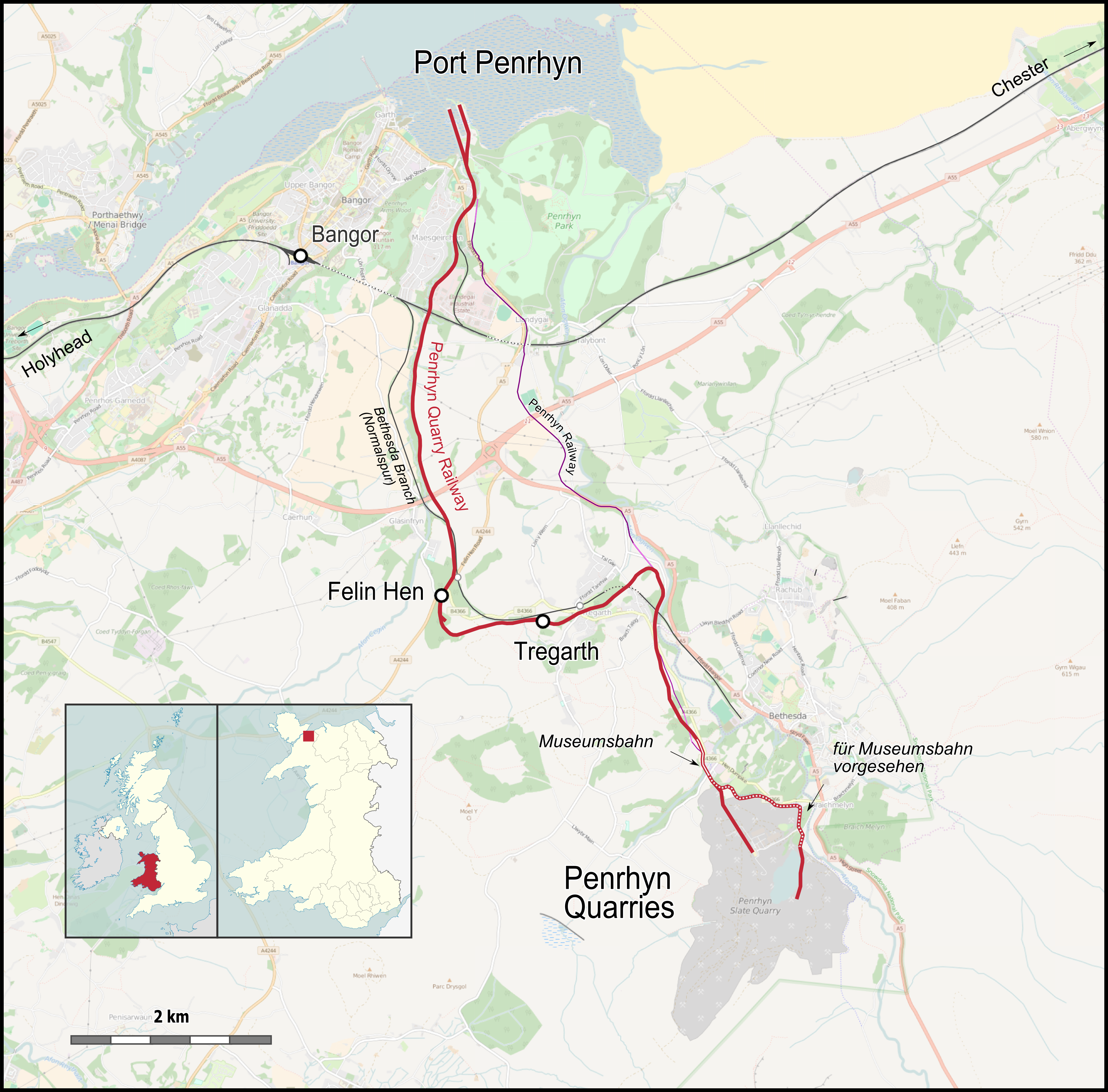
Penrhyn Quarry Railway

Seit den frühen 1870er Jahren war die Penrhyn Quarry Railway dem Verkehrsaufkommen nicht mehr gewachsen. Daher wurde 1874 entschieden, den Bahnbetrieb auf Lokomotivbetrieb ohne Rampen mit Seilzügen umzustellen, da Dampfloks bereits erfolgreich auf den internen Streckenabschnitten des nahe gelegenen Dinorwic Quarry eingesetzt wurden. Nach dem Vorbild der Ffestiniog Railway, einer mehrere Meilen langen Schmalspurstrecke mit einer Spurweite von 2 Fuß (610 mm), wurde deren Geschäftsführer Charles Easton Spooner beauftragt, das Gelände zu vermessen und mögliche Trassenführungen zum Hafen auszuarbeiten. Die Direktoren von Penrhyn hatten einen guten Grund, nicht dem Beispiel der Padarn Railway mit einer Spurweite von 4 Fuß (1219 mm) zu folgen, da sie die bestehenden Feldbahnen innerhalb der Steinbrüche direkt mit der Hauptstrecke verbinden wollten. Alle Gleise der Penrhyn-Steinbrüche sollten dieselbe Spurweite haben, damit das kostenträchtige Umladen vermieden werden konnte.
Ende 1875 wurde die erste Mainline-Lokomotive nach Port Penrhyn geliefert und zu den Werkstätten in Coed-y-Parc gebracht. Die Bahnlinie wurde in fünf Bauphasen von 1877 bis 1878 mit der Spurweite von 1 Fuß 10¾ Zoll (578 mm) neu verlegt.
Der Cilgeraint genannte erste Seilzugabschnitt vom Steinbruch bei Bethesda nach Norden zum Hafen wurde durch eine nahezu parallel dazu verlaufende Strecke mit einer geringeren Steigung umfahren, deren unterer Punkt etwas weiter nördlich als der unterste Punkt der schiefen Ebene lag. Für die anderen Steigungsstrecken war ein ähnlicher Ansatz nicht möglich, sodass die Strecke traditionell verlängert wurde, um die Steigung zu minimieren: Die neue Trasse wechselte in einer 180°-Kehre ihre Richtung von Nordosten nach Südwesten. Sie passierte dann einen neuen Haltepunkt bei Tregarth, bevor sie zu einem weiteren Haltepunkt bei Felin Hen kam, woraufhin sie mehr oder weniger geradlinig auf die ursprüngliche Trasse am unteren Ende der vormaligen Marchogion-Steilrampe überging.
Die Hauptaufgabe der Mainline war der Transport von fertigen Schieferschindeln und Fullersite genanntem pulverisiertem Schiefer nach Port Penrhyn, wo sie dann auf Schiffe verladen wurden, oder ab Februar 1852 auf die neu eröffnete normalspurige Port Penrhyn Branch der Chester and Holyhead Railway.
Eine Nebenaufgabe war der Transport von Schultafeln, für die der Hafen in den 1930er Jahren nahezu ein britisches Monopol hatte, und von Schieferprodukten, die in den Werkstätten von Port Penrhyn in Bitumenblöcke gepresst wurden. In der Gegenrichtung gab es keinen nennenswerten Güterverkehr, außer dem Transport von Kohle in die Steinbrüche, wofür die Bahnlinie eine Flotte von 50 Kohlenwagen erwarb. Außerdem wurden gelegentlich Maschinen und Ersatzteile auf der Bahnstrecke transportiert. Die unterschiedlichen Spurweiten im Hafengebiet führten zu bemerkenswerten Kreuzungen und Weichen.

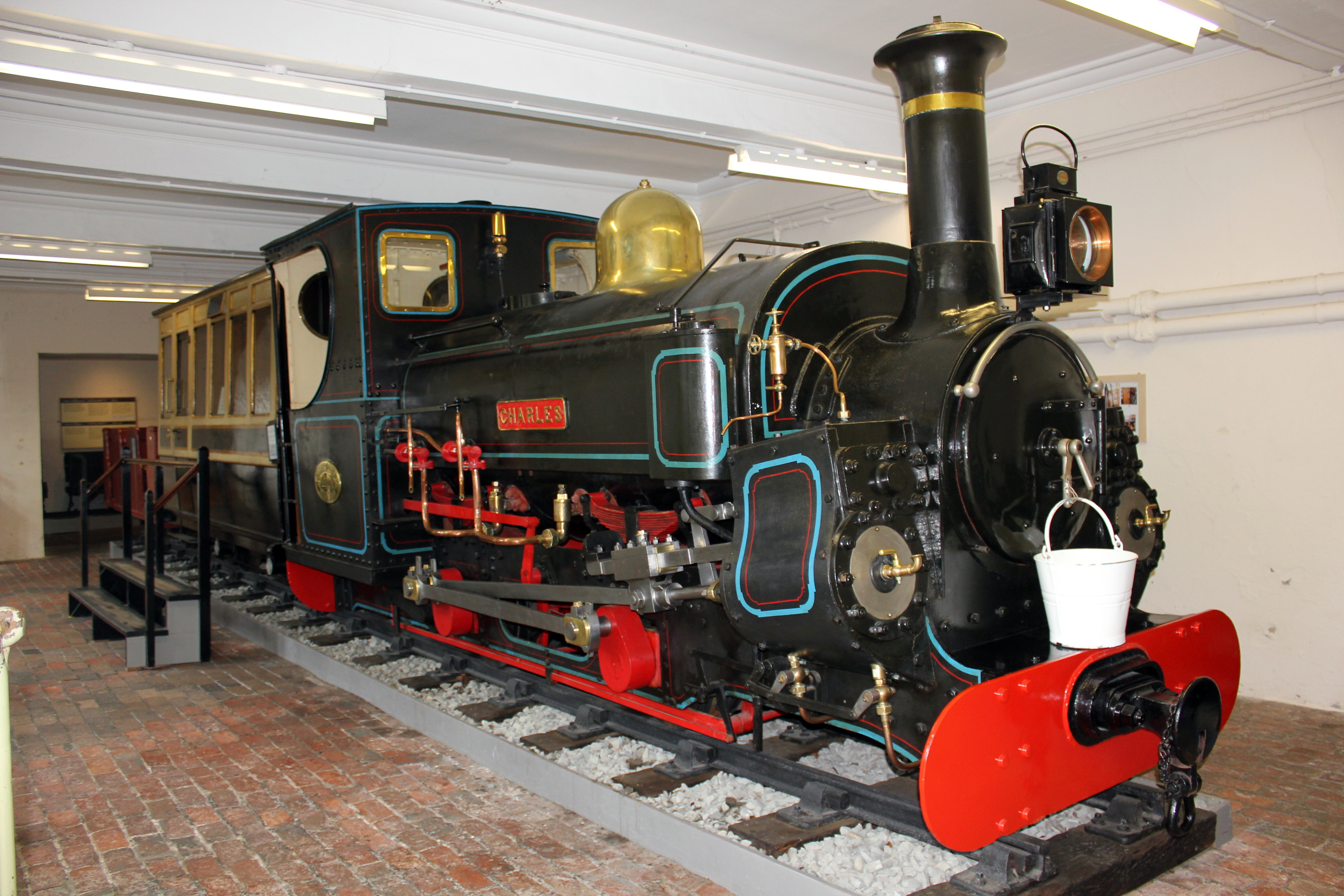
Streckenlokomotive Charles mit Lord Penrhyns Salonwagen im Penrhyn Castle Railway Museum

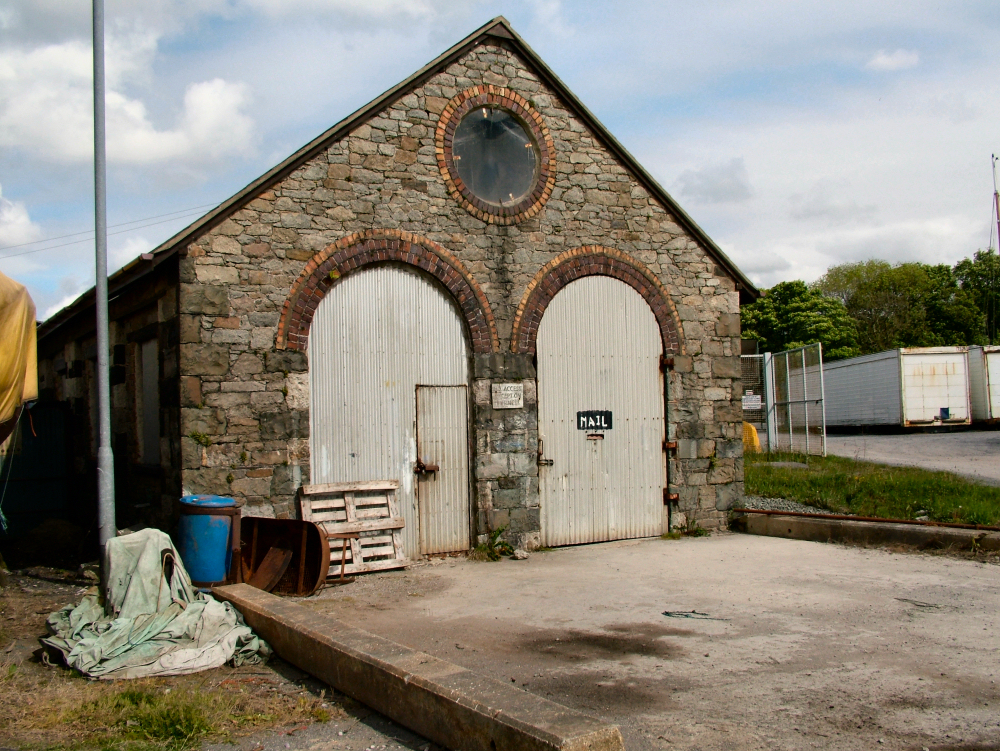
Der ehemalige Lokomotivschuppen in Port Penrhyn (2004)

Lord Penrhyn hatte seinen eigenen Salonwagen, der museal erhalten ist.
Personenzüge wurden beim Schichtwechsel für die Arbeiter bereitgestellt, sowie für Sonderzüge von Besuchern und Würdenträgern, aber es gab keinen öffentlichen Personenverkehr. Die an Parkeisenbahnen erinnernden offenen Wagen für die Arbeiter waren ungefedert und hatten keine Türen. Bei Regen schützen sich die Fahrgäste normalerweise mit Säcken gegen die Nässe.
Insgesamt wurden von 1878 bis 1908 16 Wagen in Losen beschafft und mit Buchstaben von A bis P nummeriert. Jeder Wagen konnte eng bepackt 24 Arbeiter transportieren. Der Personenverkehr wurde am 9. Februar 1951 eingestellt, woraufhin die Personenwagen überflüssig wurden. Sieben Personenwagen sind noch erhalten. Sechs wurden an die Talyllyn Railway abgegeben, wo sie mit neuen Wagenkästen mit Türen nur an einer Seite versehen wurden. Einer der erhaltenen Wagen wird im Penrhyn Castle Railway Museum ausgestellt,. Der Moseley Railway Trust hat Wagen „O“, wohin er nach dem Erwerb durch die Bressingham Steam and Gardens und mehreren Besitzerwechseln kam. Der Moseley Railway Trust besitzt auch einen Nachbau von Wagen „H“.
Ein weiteres Exemplar eines Personenwagens, ein Personenwagen der Schienenseilbahn, ist im Penrhyn Castle Railway Museum erhalten. In ihm sollten Besucher und Gäste zu den Steinbrüchen gebracht werden, sodass er für die Steilstrecken geneigte Sitze hat.

## Initiativen zum Wiederaufbau

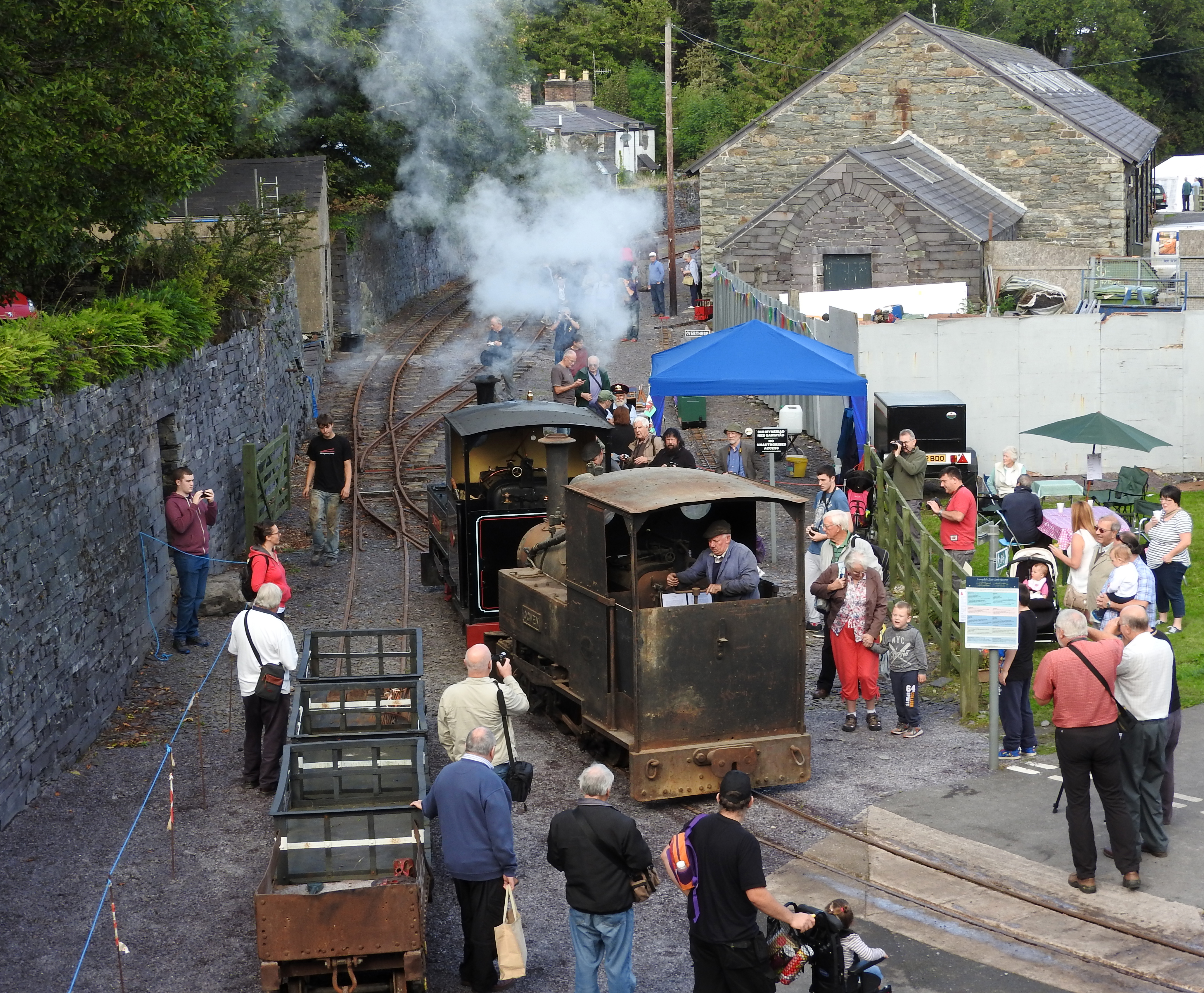
Betriebstag im September 2015

Die Penrhyn Quarry Railway Society wurde mit dem Ziel gegründet, einen Teil der Strecke wieder aufzubauen und das historische Erbe der Penrhyn Quarry Railway für die Nachwelt zu sichern. Das Unternehmen Penrhyn Quarries Ltd stellte 2012 einen kurzen Streckenabschnitt der Bahnlinie bei Felin Fawr, Bethesda wieder her, und nahm diese mit der aus Norfolk ausgeliehenen Dampflok George Sholto zum 50. Jahrestag der Stilllegung wieder in Betrieb. Ehemalige Mitglieder der Penrhyn Quarry Railway Society gründeten nach internen Differenzen innerhalb der Society im November 2013 die Penrhyn Railway Supporters um den Betrieb darauf zu unterstützen. Die Society musste sich daraufhin aus dem Projekt zurückziehen.
Der in Phase 1 fertiggestellte Streckenabschnitt zwischen der Coed-y-Parc-Brücke (Felin Fawr) und St. Anns war etwa 300 m lang. In einer zweiten Phase hätten weitere 1,6 km in Richtung der Steinbrüche hinzugefügt werden sollen. Öffentliche Vorführungen wurden seit 2013 von Felin Fawr Cyf und PQR Engineering Ltd an zuvor bekanntgegebenen Wochenenden durchgeführt. Im Juli 2017 wurde ohne Angabe von Gründen bekannt gegeben, dass sämtliche Aktivitäten eingestellt wurden, und der Fuhrpark wurde eilig abtransportiert und bei verschiedenen Museumsbahnbetrieben hinterstellt.

## Lokomotiven
In der folgenden Tabelle sind die Lokomotiven der Mainline zwischen dem Steinbruch und dem Hafen aufgelistet:
| Nr. | Name                                           | Hersteller                               | Typ                 | Baujahr | Stilllegung                                                                          | Bemerkungen                                                                                                 |
| --- | ---------------------------------------------- | ---------------------------------------- | ------------------- | ------- | ------------------------------------------------------------------------------------ | --- |
|     | Bronllwyd (früher „Fronllwyd“ oder „Coctinor“) | Valley Foundry, Holyhead                 | 0-4-0VB             | 1875    | 1906 verschrottet                                                                    | Beim Eisenbahnbau vom Bauunternehmer Richard Parry eingesetzt                                               |
| 3   | George Sholto                                  | Stephen Lewin oder de Winton oder Hughes | 0-4-2WT oder 0-4-0T | 1875    | 1880 verschrottet                                                                    | Nicht mit der 1909 gebauten und heute noch erhaltenen Hunslet, die auch George Sholto heißt, zu verwechseln |
|     | Edward Sholto                                  | De Winton                                | 0-4-0ST             | 1876    | 1907 verschrottet                                                                    | Nicht mit der 1909 gebauten und heute noch erhaltenen Hunslet, die auch Edward Sholto heißt, zu verwechseln |
|     | Hilda                                          | De Winton                                | 0-4-0T              | 1878    | 1911 verschrottet                                                                    | |
|     | Violet                                         | De Winton                                | 0-4-0T              | 1879    | 1911 (oder 1902) verschrottet                                                        | |
|     | Charles                                        | Hunslet                                  | 0-4-0ST             | 188     | Ausgestellt im Penrhyn Castle Railway Museum, Bangor                                 | Seit 1958 außer Betrieb. Restaurierungsbedürftiges statisches Ausstellungsstück.                            |
|     | Linda                                          | Hunslet                                  | 0-4-0ST             | 1893    | Jetzt im Besitz der Ffestiniog Railway                                               | Umgebaut als 2-4-0ST/T                                                                                      |
|     | Blanche                                        | Hunslet                                  | 0-4-0ST             | 1893    | Jetzt im Besitz der Ffestiniog Railway                                               | Umgebaut als 2-4-0ST/T                                                                                      |
| 1   | Llandegai                                      | Baldwin                                  | 2-6-2T              | 1916    | 1929 als stationäre Dampfmaschine umgebaut 1929, 1931 eingemottet, 1940 verschrottet | Ehemals War Department Light Railways                                                                       |
| 2   | Felin Hen                                      | Baldwin                                  | 2-6-2T              | 1916    | 1940 nach Australien verkauft, heute in Frankreich im Privatbesitz                   | Ehemals War Department Light Railways                                                                       |
| 3   | Tregarth                                       | Baldwin                                  | 2-6-2T              | 1916    | Im April 1928 außer Betrieb genommen, 1940 verschrottet                              | Ehemals War Department Light Railways                                                                       |